# Abel Hernández Muñoz
Abel Hernández Muñoz (Placetas, Villa Clara, Cuba, 11 de octubre de 1962. Es licenciado en Biología por la Universidad de La Habana, 1988; máster en Ciencias de Ecología y Sistemática Aplicada en el Instituto de Ecología y Sistemática de Cuba en 2003. Como escritor, cultiva fundamentalmente la divulgación científica para niños y jóvenes.

## Datos Biográficos
Nació en Placetas, el 11 de octubre de 1962, residió en Cabaiguán desde 1962 hasta 1999; y en Sancti Spíritus, desde el 2000. 
Se graduó en Licenciatura en Biología en la Universidad de La Habana en 1988 y obtuvo la especialización como máster en Ciencias de Ecología y Sistemática Aplicada en el Instituto de Ecología y Sistemática de Cuba en 2003. 
Ha trabajado como director del Museo de Historia Natural de Sancti Spíritus (1991-1992), (2007-2009) y (2012-2013); director de centro de información científica; especialista en la actividad investigativa; Jefe del Área de Investigación Cultural Dirección Provincial de Cultura de Sancti Spíritus (1998-2002); director del Jardín Botánico de Sancti Spíritus; profesor universitario con la categoría de Auxiliar; y director de la revista La Pedrada desde 2011 hasta la actualidad. 
Es miembro de la Unión de Escritores y Artistas de Cuba, de la Sociedad Espeleológica de Cuba, de la Fundación Antonio Núñez Jiménez de la Naturaleza y el Hombre, de la Sociedad Cubana de Zoología y de la Sociedad Cubana de Geología.  
Obtuvo Premio en Divulgación Científica en los Concursos Nacionales Pinos Nuevos 1999, La Edad de Oro 2001, La Rosa Blanca 2002 y 2006, y La puerta de papel 2008; y Sendero de Luz 2009, 2010 y 2015, de la Biblioteca provincial Rubén Martínez Villena por haber sido el escritor más leído en 2008, 2009 y 2014. 

## Obra
- Las aves y tú (divulgación científica), La Habana, Editorial Científico-Técnica, 2000.
- Secretos de la naturaleza (divulgación científica), Sancti Spíritus, Ediciones Luminaria, 2001.
- Mamíferos que vuelan (divulgación científica), La Habana, Editorial Gente Nueva, 2002.
- Siluetas en la noche (divulgación científica), La Habana, Editorial Gente Nueva, 2004.
- Vida marina (divulgación científica), Sancti Spíritus, Ediciones Luminaria, 2004.
- Expedición a las profundidades de los milenios (divulgación científica), La Habana, Editorial Gente Nueva, 2005.
- Tesoro verde (divulgación científica), Sancti Spíritus, Ediciones Luminaria, 2007; y La Habana, Editorial Gente Nueva, 2008.
- Algarabía en la floresta (divulgación científica), La Habana, Editorial Gente Nueva, 2008.
- Conozcamos el agua (divulgación científica), Santa Clara, Editorial Feijóo, 2009.
- ¿Qué son los humedales?  (divulgación científica), Santa Clara, Editorial Feijóo, 2009.
- La gota de agua (divulgación científica), Santa Clara, Editorial Feijóo, 2009.
- El mundo de los primates (divulgación científica), La Habana, Editorial Gente Nueva, 2010.[3]
- Cuba, encuentro con su naturaleza (divulgación científica), Sancti Spíritus, Ediciones Luminaria, 2010.
- Descubriendo el mundo natural (divulgación científica), Santa Clara, Editorial Feijóo, 2010.
- A través de la naturaleza (divulgación científica), Santa Clara, Editorial Feijóo, 2010.
- Volvernos a la tierra (divulgación científica), Santa Clara, Editorial Feijóo, 2011.
- Aventura científica (divulgación científica), Sancti Spíritus, Ediciones Luminaria, 2012.
- Conocer, amar y conservar las aves de Cuba (divulgación científica), Alemania, Editorial Académica Española, 2012.
- Joyas aladas (divulgación científica), Alemania, Editorial Académica Española, 2013.
- Carpinteros del bosque (divulgación científica), Alemania, Editorial Académica Española, 2014.
- Roedores arcaicos (divulgación científica), Estados Unidos., lulu.com, 2014.
- Duendes nocturnos (divulgación científica), Estados Unidos., Lulu.com, 2014.

- Murciélagos, mamíferos diferentes (divulgación científica), Estados Unidos. Lulu.com, 2014.

	Conozca a Tayba. 2014. Lulu Press Inc. Estados Unidos de América.
	 Tayba. 2015. Editorial Espiral. Sancti Spíritus.
	 El mar que nos rodea. 2016. Editorial Mecenas. Cienfuegos.
	Habitantes del bosque tropical. 2018. Lulu Press Inc. Estados Unidos de América.
	 Evolución para todos. 2018. Lulu Press Inc. Estados Unidos de América.
	 La Divulgación Científica para niños y jóvenes como Literatura. Lulu Press Inc. Estados Unidos de América.
	 Derroteros de la Divulgación Científica. Lulu Press Inc. Estados Unidos de América.
	 Volvernos a la tierra. 2018. Lulu Press Inc. Estados Unidos de América.